# Championnats du monde juniors de patinage artistique 2009
Navigation
Édition précédente Édition suivante
Les Championnats du monde juniors de patinage artistique 2009 ont lieu du 22 février au 1er mars 2009 au Winter Sports Hall de Sofia en Bulgarie.

## Qualifications
Les patineurs sont éligibles à l'épreuve s'ils représentent une nation membre de l'Union internationale de patinage (International Skating Union en anglais) et s'ils ont atteint l'âge de 13 ans et pas encore 19 ans avant le 1er juillet 2008, sauf pour les messieurs qui participent au patinage en couple et à la danse sur glace où l'âge maximum est de 21 ans. Les fédérations nationales sélectionnent leurs patineurs en fonction de leurs propres critères, mais l'Union internationale de patinage exige un score minimum d'éléments techniques (Technical Elements Score en anglais) lors d'une compétition internationale avant les championnats du monde juniors.
Sur la base des résultats des championnats du monde juniors 2008, l'Union internationale de patinage autorise chaque pays à avoir de une à trois inscriptions par discipline.
| Nombre d'inscriptions                                             | Messieurs                    | Dames                                        | Couples                   | Danse sur glace          |
| ----------------------------------------------------------------- | ---------------------------- | -------------------------------------------- | ------------------------- | ------------------------ |
| 3                                                                 | Russie États-Unis            | États-Unis                                   | Chine Russie              | Canada Russie États-Unis |
| 2                                                                 | Canada Chine Tchéquie France | Canada Finlande Allemagne Japon Russie Suède | Canada Estonie États-Unis | France Italie Ukraine    |
| Si non répertorié ci-dessus, une seule inscription est autorisée. |                              |                                              |                           |                          |

## Podiums
| Épreuves                            | Or                                      | Argent                                 | Bronze                                   |
| ----------------------------------- | --------------------------------------- | -------------------------------------- | ---------------------------------------- |
| Messieurs résultats détaillés       | Adam Rippon                             | Michal Březina                         | Artem Grigoriev                          |
| Dames résultats détaillés           | Alena Leonova                           | Caroline Zhang                         | Ashley Wagner                            |
| Couples résultats détaillés         | Lubov Iliushechkina / Nodari Maisuradze | Anastasia Martiusheva / Alexei Rogonov | Marissa Castelli / Simon Shnapir         |
| Danse sur glace résultats détaillés | Madison Chock / Greg Zuerlein           | Maia Shibutani / Alex Shibutani        | Ekaterina Riazanova / Jonathan Guerreiro |

## Tableau des médailles
| Rang  | Nation     | Or | Argent | Bronze | Total |
| ----- | ---------- | -- | ------ | ------ | ----- |
| 1     | États-Unis | 2  | 2      | 2      | 6     |
| 2     | Russie     | 2  | 1      | 2      | 5     |
| 3     | Tchéquie   | 0  | 1      | 0      | 1     |
| Total | Total      | 4  | 4      | 4      | 12    |

## Détails des compétitions

### Messieurs

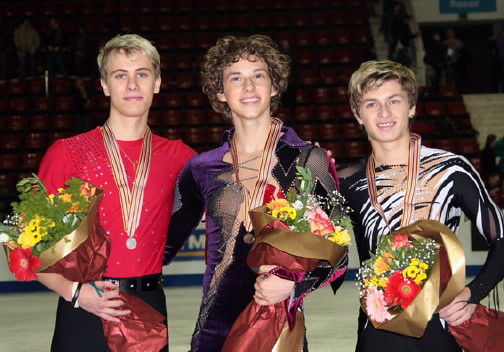
Podium des Messieurs

| Rang                                        | Nom                   | Nation           | Points | Programme court | Programme court | Programme libre | Programme libre |
| ------------------------------------------- | --------------------- | ---------------- | ------ | --------------- | --------------- | --------------- | --------------- |
| 1                                           | Adam Rippon           | États-Unis       | 222.00 | 1               | 74.30           | 1               | 147.70          |
| 2                                           | Michal Březina        | Tchéquie         | 204.88 | 2               | 69.55           | 2               | 135.33          |
| 3                                           | Artem Grigoriev       | Russie           | 184.40 | 4               | 65.11           | 3               | 119.29          |
| 4                                           | Denis Ten             | Kazakhstan       | 183.77 | 5               | 64.80           | 4               | 118.97          |
| 5                                           | Curran Oi             | États-Unis       | 182.89 | 3               | 69.40           | 7               | 113.49          |
| 6                                           | Yang Chao             | Chine            | 177.86 | 7               | 62.25           | 6               | 115.61          |
| 7                                           | Song Nan              | Chine            | 175.44 | 10              | 58.70           | 5               | 116.74          |
| 8                                           | Elladj Baldé          | Canada           | 170.76 | 8               | 60.63           | 8               | 110.13          |
| 9                                           | Kevin Reynolds        | Canada           | 169.36 | 6               | 63.81           | 10              | 105.55          |
| 10                                          | Ross Miner            | États-Unis       | 164.80 | 9               | 59.15           | 9               | 105.65          |
| 11                                          | Nikolai Bondar        | Ukraine          | 161.93 | 13              | 57.75           | 11              | 104.18          |
| 12                                          | Yuzuru Hanyu          | Japon            | 161.77 | 11              | 58.18           | 13              | 103.59          |
| 13                                          | Alexander Majorov     | Suède            | 154.06 | 12              | 58.15           | 16              | 95.91           |
| 14                                          | Denis Wieczorek       | Allemagne        | 153.73 | 15              | 54.20           | 15              | 99.53           |
| 15                                          | Florent Amodio        | France           | 153.70 | 19              | 49.80           | 12              | 103.90          |
| 16                                          | Stanislav Kovalev     | Russie           | 151.93 | 18              | 50.26           | 14              | 101.67          |
| 17                                          | Peter Reitmayer       | Slovaquie        | 150.85 | 14              | 55.65           | 17              | 95.20           |
| 18                                          | Mark Vaillant         | France           | 145.90 | 16              | 52.59           | 20              | 93.31           |
| 19                                          | Javier Raya           | Espagne          | 144.19 | 17              | 50.50           | 19              | 93.69           |
| 20                                          | Petr Coufal           | Tchéquie         | 143.45 | 21              | 48.40           | 18              | 95.05           |
| 21                                          | Ruben Errampalli      | Italie           | 133.03 | 24              | 45.93           | 21              | 87.10           |
| 22                                          | Kim Min-seok          | Corée du Sud     | 129.87 | 23              | 46.73           | 22              | 83.14           |
| 23                                          | Viktor Romanenkov     | Estonie          | 124.09 | 20              | 49.11           | 23              | 74.98           |
| 24                                          | Matthew Precious      | Australie        | 121.93 | 22              | 47.04           | 24              | 74.89           |
| 25                                          | Pavel Petrov Savinov  | Bulgarie         | 88.59  | 37              | 30.84           | 25              | 57.75           |
| Patineurs éliminés après le programme court |                       |                  |        |                 |                 |                 |                 |
| 26                                          | Sebastian Iwasaki     | Pologne          |        | 25              | 45.20           | NC              | NC              |
| 27                                          | Stephen Li-Chung Kuo  | Taipei chinois   |        | 26              | 43.14           | NC              | NC              |
| 28                                          | Ruben Blommaert       | Belgique         |        | 27              | 43.12           | NC              | NC              |
| 29                                          | Matthew Parr          | Royaume-Uni      |        | 28              | 42.84           | NC              | NC              |
| 30                                          | Bela Papp             | Finlande         |        | 29              | 42.59           | NC              | NC              |
| 31                                          | Engin Ali Artan       | Turquie          |        | 30              | 40.16           | NC              | NC              |
| 32                                          | Sarkis Hairapetyan    | Arménie          |        | 31              | 39.18           | NC              | NC              |
| 33                                          | Saulius Ambrulevičius | Lituanie         |        | 32              | 38.01           | NC              | NC              |
| 34                                          | Dmitri Kagirov        | Biélorussie      |        | 33              | 37.98           | NC              | NC              |
| 35                                          | Mario-Rafael Ionian   | Autriche         |        | 34              | 37.74           | NC              | NC              |
| 36                                          | Tomi Pulkkinen        | Suisse           |        | 35              | 33.37           | NC              | NC              |
| 37                                          | Zsolt Kosz            | Roumanie         |        | 36              | 33.24           | NC              | NC              |
| 38                                          | Beka Shankulashvili   | Géorgie          |        | 38              | 30.74           | NC              | NC              |
| 39                                          | Boyito Mulder         | Pays-Bas         |        | 39              | 29.71           | NC              | NC              |
| 40                                          | Ivor Mikolcevic       | Croatie          |        | 40              | 26.55           | NC              | NC              |
| 41                                          | Cameron Hems          | Nouvelle-Zélande |        | 41              | 25.91           | NC              | NC              |

### Dames

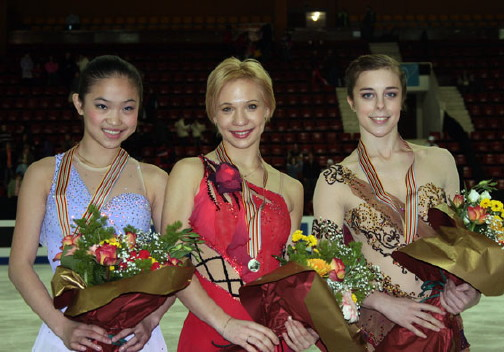
Podium des Dames

| Rang                                          | Nom                      | Nation             | Points | Programme court | Programme court | Programme libre | Programme libre |
| --------------------------------------------- | ------------------------ | ------------------ | ------ | --------------- | --------------- | --------------- | --------------- |
| 1                                             | Alena Leonova            | Russie             | 157.18 | 3               | 55.50           | 2               | 101.68          |
| 2                                             | Caroline Zhang           | États-Unis         | 154.67 | 10              | 47.64           | 1               | 107.03          |
| 3                                             | Ashley Wagner            | États-Unis         | 153.57 | 2               | 57.50           | 3               | 96.07           |
| 4                                             | Joshi Helgesson          | Suède              | 139.89 | 4               | 55.14           | 6               | 84.75           |
| 5                                             | Katrina Hacker           | États-Unis         | 139.68 | 5               | 51.06           | 4               | 88.62           |
| 6                                             | Elene Gedevanishvili     | Géorgie            | 138.32 | 1               | 60.32           | 11              | 78.00           |
| 7                                             | Sarah Hecken             | Allemagne          | 135.83 | 9               | 48.14           | 5               | 87.69           |
| 8                                             | Ivana Reitmayerová       | Slovaquie          | 129.40 | 6               | 48.34           | 8               | 81.06           |
| 9                                             | Oksana Gozeva            | Russie             | 126.70 | 15              | 44.54           | 7               | 82.16           |
| 10                                            | Isabel Drescher          | Allemagne          | 126.65 | 8               | 48.16           | 10              | 78.49           |
| 11                                            | Francesca Rio            | Italie             | 122.70 | 7               | 48.24           | 12              | 74.46           |
| 12                                            | Maé-Bérénice Méité       | France             | 122.53 | 16              | 43.98           | 9               | 78.55           |
| 13                                            | Diane Szmiett            | Canada             | 119.09 | 12              | 47.48           | 15              | 71.61           |
| 14                                            | Miriam Ziegler           | Autriche           | 116.20 | 19              | 42.92           | 13              | 73.28           |
| 15                                            | Svetlana Issakova        | Estonie            | 115.14 | 18              | 43.38           | 14              | 71.76           |
| 16                                            | Haruka Imai              | Japon              | 113.24 | 17              | 43.58           | 16              | 69.66           |
| 17                                            | Chaochih Liu             | Taipei chinois     | 112.49 | 13              | 46.82           | 18              | 65.67           |
| 18                                            | Geng Bingwa              | Chine              | 111.71 | 11              | 47.54           | 21              | 64.17           |
| 19                                            | Eleonora Vinnichenko     | Ukraine            | 110.66 | 20              | 42.42           | 17              | 68.24           |
| 20                                            | Sonia Lafuente           | Espagne            | 109.27 | 14              | 46.16           | 22              | 63.11           |
| 21                                            | Kathryn Kang             | Canada             | 104.82 | 23              | 40.38           | 20              | 64.44           |
| 22                                            | Kwak Min-jeong           | Corée du Sud       | 103.69 | 24              | 38.94           | 19              | 64.75           |
| 23                                            | Karly Robertson          | Royaume-Uni        | 102.53 | 22              | 40.58           | 23              | 61.95           |
| 24                                            | Katsiarina Pakhamovich   | Biélorussie        | 88.50  | 21              | 41.18           | 25              | 47.32           |
| 25                                            | Stefanie Pechlaner       | Bulgarie           | 76.45  | 44              | 28.82           | 24              | 47.63           |
| Patineuses éliminées après le programme court |                          |                    |        |                 |                 |                 |                 |
| 26                                            | Mari Suzuki              | Japon              |        | 25              | 38.50           | NC              | NC              |
| 27                                            | Romy Bühler              | Suisse             |        | 26              | 37.60           | NC              | NC              |
| 28                                            | Manouk Gijsman           | Pays-Bas           |        | 27              | 37.44           | NC              | NC              |
| 29                                            | Karina Johnson           | Danemark           |        | 28              | 37.26           | NC              | NC              |
| 30                                            | Mimi Tanasorn Chindasook | Thaïlande          |        | 29              | 37.02           | NC              | NC              |
| 31                                            | Alexandra Rout           | Nouvelle-Zélande   |        | 30              | 36.56           | NC              | NC              |
| 32                                            | Angelica Olsson          | Suède              |        | 31              | 36.50           | NC              | NC              |
| 33                                            | Anne Line Gjersem        | Norvège            |        | 32              | 34.30           | NC              | NC              |
| 34                                            | Alexandria Riordan       | Pologne            |        | 33              | 34.04           | NC              | NC              |
| 35                                            | Beatrice Rozinskaite     | Lituanie           |        | 34              | 33.38           | NC              | NC              |
| 36                                            | Chelsea Rose Chiappa     | Hongrie            |        | 35              | 33.26           | NC              | NC              |
| 37                                            | Georgia Glastris         | Grèce              |        | 36              | 32.74           | NC              | NC              |
| 38                                            | Matleena Laakso          | Finlande           |        | 37              | 32.36           | NC              | NC              |
| 39                                            | Jaimee Nobbs             | Australie          |        | 38              | 32.02           | NC              | NC              |
| 40                                            | Zanna Pugaca             | Lettonie           |        | 39              | 31.28           | NC              | NC              |
| 41                                            | Kristina Kostková        | Tchéquie           |        | 40              | 31.06           | NC              | NC              |
| 42                                            | Reyna Hamui              | Mexique            |        | 41              | 30.98           | NC              | NC              |
| 43                                            | Mary Grace Baldo         | Philippines        |        | 42              | 30.66           | NC              | NC              |
| 44                                            | Sofia Bardakov           | Israël             |        | 43              | 29.52           | NC              | NC              |
| 45                                            | Noora Pitkänen           | Finlande           |        | 45              | 28.22           | NC              | NC              |
| 46                                            | Daša Grm                 | Slovénie           |        | 46              | 28.14           | NC              | NC              |
| 47                                            | Maria Dikanovic          | Croatie            |        | 47              | 27.08           | NC              | NC              |
| 48                                            | Lydia Fuentes            | Andorre            |        | 48              | 27.04           | NC              | NC              |
| 49                                            | Laurie Lougsami          | Belgique           |        | 49              | 26.72           | NC              | NC              |
| 50                                            | Armine Stambultsyan      | Arménie            |        | 50              | 26.50           | NC              | NC              |
| 51                                            | Birce Atabey             | Turquie            |        | 51              | 24.14           | NC              | NC              |
| 52                                            | Mila Petrovic            | Serbie             |        | 52              | 23.54           | NC              | NC              |
| 53                                            | Naida Akšamija           | Bosnie-Herzégovine |        | 53              | 20.08           | NC              | NC              |
| 54                                            | Anja Chong               | Singapour          |        | 54              | 15.46           | NC              | NC              |

### Couples

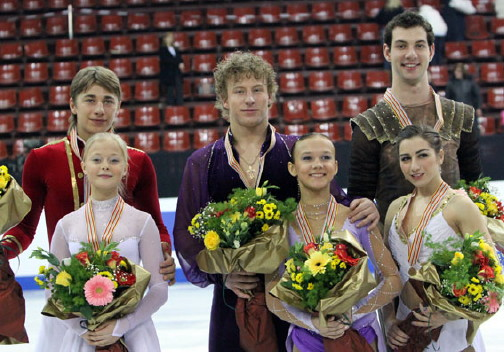
Podium des couples artistiques

| Rang                                    | Nom                                        | Nation      | Points | Programme court | Programme court | Programme libre | Programme libre |
| --------------------------------------- | ------------------------------------------ | ----------- | ------ | --------------- | --------------- | --------------- | --------------- |
| 1                                       | Lubov Iliushechkina / Nodari Maisuradze    | Russie      | 144.32 | 1               | 55.12           | 2               | 89.20           |
| 2                                       | Anastasia Martiusheva / Alexei Rogonov     | Russie      | 138.59 | 11              | 44.60           | 1               | 93.99           |
| 3                                       | Marissa Castelli / Simon Shnapir           | États-Unis  | 137.47 | 2               | 49.10           | 4               | 88.37           |
| 4                                       | Paige Lawrence / Rudi Swiegers             | Canada      | 137.07 | 4               | 48.64           | 3               | 88.43           |
| 5                                       | Ekaterina Sheremetieva / Mikhail Kuznetsov | Russie      | 134.80 | 3               | 48.84           | 5               | 85.96           |
| 6                                       | Maddison Bird / Raymond Schultz            | Canada      | 127.63 | 6               | 46.60           | 6               | 81.03           |
| 7                                       | Narumi Takahashi / Mervin Tran             | Japon       | 126.64 | 8               | 45.98           | 7               | 80.66           |
| 8                                       | Zhang Yue / Wang Lei                       | Chine       | 125.30 | 7               | 45.98           | 8               | 79.32           |
| 9                                       | Brynn Carman / Chris Knierim               | États-Unis  | 124.93 | 9               | 45.94           | 9               | 78.99           |
| 10                                      | Anaïs Morand / Antoine Dorsaz              | Suisse      | 123.60 | 5               | 47.28           | 10              | 76.32           |
| 11                                      | Cheng Duo / Gao Yu                         | Chine       | 119.73 | 10              | 44.94           | 11              | 74.79           |
| 12                                      | Maria Sergejeva / Ilja Glebov              | Estonie     | 116.38 | 12              | 44.36           | 12              | 72.02           |
| 13                                      | Krystyna Klimczak / Janusz Karweta         | Pologne     | 107.81 | 14              | 40.58           | 13              | 67.23           |
| 14                                      | Camille Foucher / Bruno Massot             | France      | 104.26 | 13              | 40.98           | 15              | 63.28           |
| 15                                      | Carolina Gillespie / Daniel Aggiano        | Italie      | 101.43 | 15              | 37.94           | 14              | 63.49           |
| 16                                      | Gabriela Čermanová / Martin Hanulák        | Slovaquie   | 101.08 | 16              | 37.92           | 16              | 63.16           |
| 17                                      | Alexandra Herbríková / Lukáš Ovčáček       | Tchéquie    | 98.26  | 17              | 37.40           | 17              | 60.86           |
| 18                                      | Marylie Jorg / Benjamin Koenderink         | Pays-Bas    | 97.63  | 18              | 37.04           | 18              | 60.59           |
| 19                                      | Rie Aoi / Wen Xiong Guo                    | Hong Kong   | 91.28  | 20              | 33.66           | 19              | 57.62           |
| 20                                      | Anna Khnychenkova / Sergei Kulbach         | Ukraine     | 87.81  | 19              | 34.24           | 20              | 53.57           |
| Couple éliminé après le programme court |                                            |             |        |                 |                 |                 |                 |
| 21                                      | Tameron Drake / Edward Alton               | Royaume-Uni |        | 21              | 30.82           | NC              | NC              |

### Danse sur glace

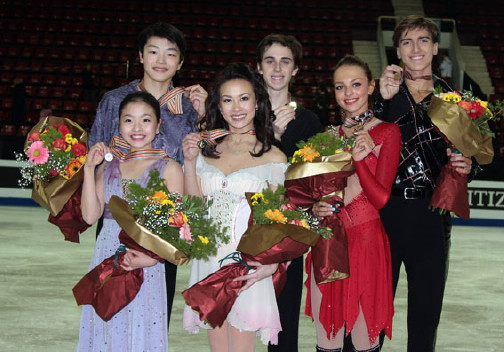
Podium de la danse sur glace

| Rang                                               | Nom                                      | Nation      | Points | Danse imposée | Danse imposée | Danse originale | Danse originale | Danse libre | Danse libre |
| -------------------------------------------------- | ---------------------------------------- | ----------- | ------ | ------------- | ------------- | --------------- | --------------- | ----------- | ----------- |
| 1                                                  | Madison Chock / Greg Zuerlein            | États-Unis  | 172.55 | 1             | 33.15         | 1               | 57.29           | 1           | 82.11       |
| 2                                                  | Maia Shibutani / Alex Shibutani          | États-Unis  | 162.15 | 5             | 29.71         | 4               | 52.10           | 2           | 80.34       |
| 3                                                  | Ekaterina Riazanova / Jonathan Guerreiro | Russie      | 161.80 | 7             | 29.02         | 2               | 53.80           | 3           | 78.98       |
| 4                                                  | Madison Hubbell / Keiffer Hubbell        | États-Unis  | 161.34 | 2             | 31.39         | 3               | 53.44           | 4           | 76.51       |
| 5                                                  | Kharis Ralph / Asher Hill                | Canada      | 152.76 | 4             | 30.09         | 6               | 49.58           | 5           | 73.09       |
| 6                                                  | Ekaterina Pushkash / Dmitri Kiselev      | Russie      | 150.21 | 3             | 30.44         | 5               | 50.30           | 9           | 69.47       |
| 7                                                  | Karen Routhier / Eric Saucke-Lacelle     | Canada      | 149.50 | 6             | 29.24         | 8               | 48.06           | 6           | 72.20       |
| 8                                                  | Lucie Myslivečková / Matěj Novák         | Tchéquie    | 146.04 | 11            | 27.80         | 7               | 49.18           | 10          | 69.06       |
| 9                                                  | Lorenza Alessandrini / Simone Vaturi     | Italie      | 145.61 | 10            | 27.81         | 9               | 47.67           | 8           | 70.13       |
| 10                                                 | Terra Findlay / Benoît Richaud           | France      | 145.17 | 13            | 26.82         | 10              | 47.11           | 7           | 71.24       |
| 11                                                 | Marina Antipova / Artem Kudashev         | Russie      | 138.86 | 8             | 28.57         | 13              | 45.00           | 12          | 65.29       |
| 12                                                 | Tarrah Harvey / Keith Gagnon             | Canada      | 138.38 | 12            | 27.53         | 12              | 45.33           | 11          | 65.52       |
| 13                                                 | Alisa Agafonova / Dmitri Dun             | Ukraine     | 134.86 | 9             | 27.92         | 11              | 45.55           | 14          | 61.39       |
| 14                                                 | Guan Xueting / Wang Meng                 | Chine       | 124.32 | 15            | 25.37         | 25              | 36.16           | 13          | 62.79       |
| 15                                                 | Nikki Georgiadis / Graham Hockley        | Grèce       | 121.32 | 18            | 23.21         | 16              | 39.52           | 15          | 58.59       |
| 16                                                 | Sonja Pauli / Tobias Eisenbauer          | Autriche    | 121.07 | 17            | 24.52         | 18              | 38.81           | 17          | 57.74       |
| 17                                                 | Nikola Višňová / Lukáš Csolley           | Slovaquie   | 121.03 | 20            | 22.76         | 15              | 40.16           | 16          | 58.11       |
| 18                                                 | Genevieve Deutch / Evan Roberts          | Royaume-Uni | 120.97 | 14            | 26.37         | 14              | 41.69           | 22          | 52.91       |
| 19                                                 | Charlène Guignard / Guillaume Paulmier   | France      | 119.88 | 16            | 24.56         | 19              | 38.22           | 18          | 57.10       |
| 20                                                 | Paola Amati / Marco Fabbri               | Italie      | 115.66 | 21            | 22.61         | 23              | 37.38           | 20          | 55.67       |
| 21                                                 | Dora Turoczi / Balazs Major              | Hongrie     | 115.16 | 24            | 22.23         | 24              | 37.17           | 19          | 55.76       |
| 22                                                 | Dominique Dieck / Michael Zenkner        | Allemagne   | 114.29 | 22            | 22.48         | 21              | 37.65           | 21          | 54.16       |
| 23                                                 | Anastasia Galyeta / Alexei Shumski       | Ukraine     | 113.04 | 19            | 23.12         | 17              | 39.17           | 23          | 50.75       |
| 24                                                 | Oksana Klimova / Sasha Palomäki          | Finlande    | 111.22 | 23            | 22.44         | 20              | 38.08           | 24          | 50.70       |
| 25                                                 | Lora Semova / Dimitar Lichev             | Bulgarie    | 99.11  | 29            | 20.29         | 29              | 31.28           | 25          | 47.54       |
| Couples de danse éliminés après la danse originale |                                          |             |        |               |               |                 |                 |             |             |
| 26                                                 | Lesia Valadzenkava / Vitali Vakunov      | Biélorussie | 57.95  | 28            | 20.36         | 22              | 37.59           | NC          | NC          |
| 27                                                 | Justyna Plutowska / Dawid Pietrzyński    | Pologne     | 56.44  | 25            | 21.86         | 26              | 34.58           | NC          | NC          |
| 28                                                 | Ramona Elsener / Florian Roost           | Suisse      | 54.41  | 30            | 19.91         | 27              | 34.50           | NC          | NC          |
| 29                                                 | Kristina Kiudmaa / Aleksei Trohlev       | Estonie     | 53.47  | 27            | 20.45         | 28              | 33.02           | NC          | NC          |
| 30                                                 | Alissandra Aronow / Aleksandr Pirogov    | Lituanie    | 52.72  | 26            | 21.80         | 30              | 30.92           | NC          | NC          |
| Couples de danse éliminés après la danse imposée   |                                          |             |        |               |               |                 |                 |             |             |
| 31                                                 | Ariana Weintraub / Avidan Brown          | Israël      |        | 31            | 19.87         | NC              | NC              | NC          | NC          |
| 32                                                 | Sara Hurtado / Adrià Díaz                | Espagne     |        | 32            | 19.86         | NC              | NC              | NC          | NC          |
| 33                                                 | Maria Popkova / Viktor Kovalenko         | Ouzbékistan |        | 33            | 19.77         | NC              | NC              | NC          | NC          |